# 岩田正巳

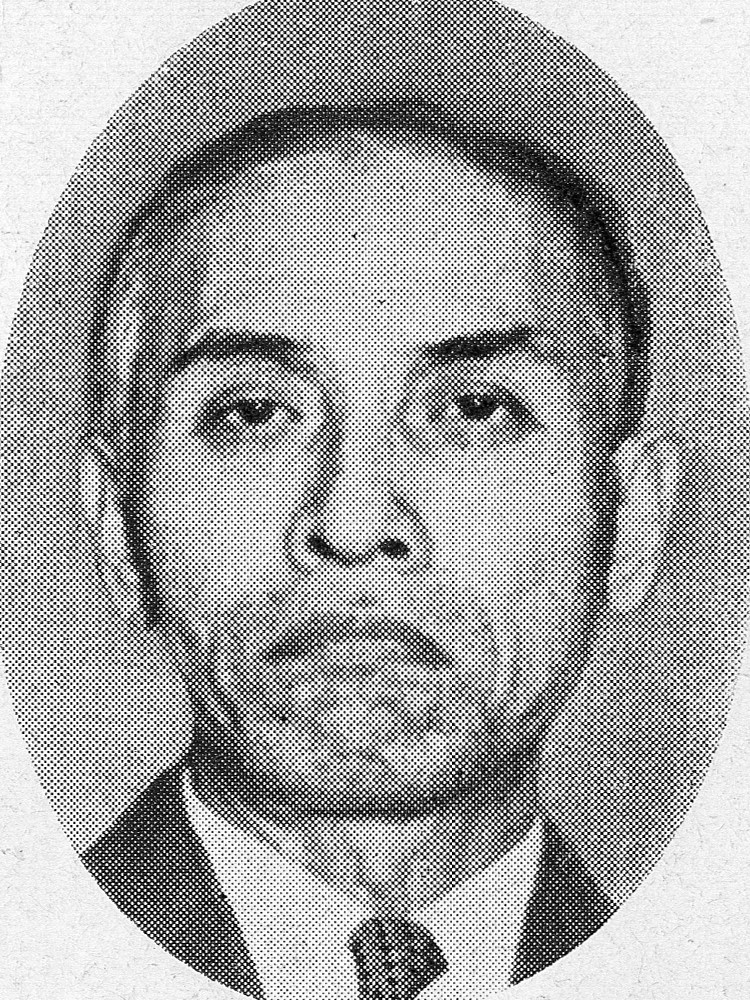
岩田正巳

岩田 正巳（いわた まさみ、1893年〈明治28年〉8月11日 - 1988年〈昭和63年〉3月9日）は、日本画家、日本芸術院会員。
新潟県三条市出身。1918年（大正7年）東京美術学校日本画科卒業、東京美術学校日本画研究科入学。松岡映丘に師事する。1921年（大正10年）新興大和絵会を結成し、新興大和絵運動に参加する。1924年（大正13年）第5回帝展に「手向の花」が初入選、1930年（昭和5年）第11回帝展で「高野創世」が特選。1937年（昭和12年）国画院に参加し、新文展にも複数回出品する。1939年（昭和14年）川﨑小虎らと日本画院を設立する。1952年（昭和27年）第8回日展運営会参事、1958年（昭和33年）同評議員を務める。1961年（昭和36年）「石仏」により日本芸術院賞受賞。1971年（昭和46年）勲四等旭日小綬章。1977年（昭和52年）日本芸術院会員、1978年（昭和53年）日展顧問。1979年（昭和54年）勲三等瑞宝章受章。1984年（昭和59年）三条市名誉市民。
歴史画を得意とし挿画も手がけた。

## 画集
- 『花鳥春秋 岩田正巳オリジナル石版画集』毎日新聞社、1979年（昭和54年）
- 『岩田正巳画集』美術出版協会、1983年（昭和58年）